# Adilson Vaz
Adilson Vaz (sinh ngày 29 tháng 10 năm 1988), thường gọi Ivandro Semedo, là một cầu thủ bóng đá người Cabo Verde thi đấu cho AD Fafe.